# Свети Димитър (Сенокос)
Вижте пояснителната страница за други значения на Свети Димитър.
„Свети Димитър“ е православна църква в пиринското село Сенокос, България, част от Неврокопската епархия на Българската православна църква. Обявена е за паметник на културата.

## История
Църквата е построена в началото на XIX век или в 1894 година. Иницатор за построяването на храма е кметът на Сенокос Томан Серафимов, който заедно с местните първенци ходи много пъти до Мелник, Сяр, Солун и Цариград с молби за ферман за строеж на църква. Получават фермана и определят място за църква в местността Света Троица във Везенковата махала – централна за пръснатото село. Местните турски управници обаче не били съгласни и след молба на Томан Серафимов казалийският управител в Мелник Ибрахим бей изпраща специален човек, който да определи мястото и размерите на храма.
Отначало в храма се служи на гръцки. Свещеници са поп Димо, Лалковият поп от Чакърската махала, Ковачевият поп от Мечкул, Андон Дяков и други. След натиск от страна на жителите за българска служба, Харалампи Цветков изпраща на своя издръжка момче на име Георги да учи за поп и да се върне да служи на български. В 1908 година гръцките богослужебни книги са изнесени от и изгорени. Църквата е убежище на Яне Сандански и на други ръководители на Серския окръг на ВМОРО, като в нея многократно са провеждани революционния събрания и срещи. От спомените на Яне, разказани пред проф. Любомир Милетич, личи, че още през 1901 година в Сенокос е имало играден комитет на ВМОРО, който е бил с ръководен състав: председател (ръководител), касиер и един-двама съветници.
Църквата е опожарена от османските войски по време на Балканската война в 1912 година, като в пожара изгарят и всичките ѝ документи. По това време свещеник е поп Глиго, погребан в старото гробище на Калайджийската махала. Църквата е възстановена в 1927 – 1928 година по инициатива на поп Александър Чакъров. Певци в нея в по-ново време са били Яне Тасев, Прокоп Спасов, Иван Янушев, Борис Стоицов и други.